# 平田彩子
平田 彩子（ひらた あやこ）は日本の法社会学者。東京大学大学院法学政治学研究科教授。

## 来歴
岡山県倉敷市生まれ。岡山県立岡山朝日高等学校から東京大学に入学。2007年 東京大学法学部を「卓越」で卒業。2009年 東京大学大学院法学政治学研究科総合法政専攻修士課程修了。2015年9月 京都大学大学院地球環境学堂特定准教授。2016年8月 カリフォルニア大学バークレー校ロースクール修了。2017年3月 岡山大学大学院社会文化科学研究科准教授。2021年8月 東京大学大学院法学政治学研究科准教授。

## 略歴
- 2007年3月：東京大学法学部卒業。
- 2009年3月：東京大学大学院法学政治学研究科総合法政専攻修士課程修了。
- 2009年4月：東京大学大学院法学政治学研究科助教（〜2010年6月）。
- 2013年7月：東京大学大学院法学政治学研究科助教（〜2015年3月）。
- 2015年9月：京都大学大学院地球環境学堂特定准教授（〜2017年3月）。
- 2016年8月：カリフォルニア大学バークレー校ロースクール修了。
- 2017年3月：岡山大学大学院社会文化科学研究科准教授（〜2021年8月）。
- 2021年8月：東京大学大学院法学政治学研究科准教授。

## 著作
- 『自治体現場の法適用 − あいまいな法はいかに実施されるか』（東京大学出版会、2017年4月）
- 『行政法の実施過程 −環境規制の動態と理論−』（木鐸社、2009年11月）